# Неделко Попнеделков
Неделко Попнеделков (изписване до 1945 година: Недѣлко попъ Недѣлковъ, на гръцки: Νεδέλκος, Δέλιος Παπανεδέλκος) е български революционер, деец на Вътрешната македоно-одринска революционна организация, по-късно югославски функционер.

## Биография
Роден е през 1882 година в кукушкото село Янешево, тогава в Османската империя. Присъединява се към ВМОРО и участва в Илинденско-Преображенското въстание. След Младотурската революция от юли 1908 година е член на Народната федеративна партия (българска секция) и участва в похода към Цариград.
В периода 1920 – 1930 година е сътрудник на съветското разузнаване в Солун. След 1925 година се присъединява към ВМРО (обединена) и участва в разпространението на вестниците „Македонско дело“ и „Федерасион Балканик“ в Егейска Македония. Неколкократно е затварян от гръцките власти в Акронавплия на Пелопонес. След разгрома на Гърция от Нацистка Германия през април 1941 година на 30 юни заедно с Атанас Пейков, Лазар Дамов, Андрей Чипов и още 23 комунистически затворници от български произход Попнеделков е освободен по настояване на Солунския български клуб пред германските окупационни власти. Това става след като те декларират пред властите български произход. Съпругата на Попнеделков е германка, а брат му е деец на Солунския български клуб. След освобождаването си се присъединява към Националния освободителен фронт на Гърция, отново е заловен от гръцките власти и затворен в затвора „Павлос Мелас“, но отново е освободен по настояване на Българския клуб. Става войнствен член на Клуба.
След Гражданската война в Гърция се установява в Народна република Македония, където е член на ръководството на Сдружението на македонците от Егейския дял на Македония и работи като технически ръководител в държавно предприятие по строителството. След скъсването между Сталин и Тито е хвърлен в затвора като поддръжник на СССР и ГКП. Умира през 1960 година в Скопие.